# Tore Eriksson
Det finns en konstnär med samma namn, se Thore Tex Erixzon.
Tore Eriksson är också namnet på en av Sveriges äldsta män någonsin.
Tore Lars-Erik Eriksson, född 7 augusti 1937 i Malung, Dalarna, död 17 februari 2017 i Transtrand, var en svensk skidskytt som tävlade för Transtrands SF.
Eriksson ingick i det framgångsrika svenska stafettlaget som under tre raka mästerskap under 1960-talet tog bronsmedaljer i VM och OS. Vid Skidskytte-VM 1966 i Garmisch-Partenkirchen i Västtyskland och Skidskytte-VM 1967 i Altenberg i Östtyskland bestod laget, utöver Eriksson, av Olle Petrusson, Holmfrid Olsson och Sture Ohlin. Vid OS 1968 i Grenoble  i Frankrike bestod laget av Lars-Göran Arwidson, Eriksson, Olle Petrusson och Holmfrid Olsson.